# Dawit Czchetiani
Dawit Czchetiani (gruz. დავით ჩხეტიანი; ur. 29 grudnia 1987) – gruziński wioślarz.

## Osiągnięcia
- Mistrzostwa Europy – Brześć 2009 – dwójka bez sternika – 12. miejsce[1].